# Кончаловский, Пётр Петрович
Пётр Петро́вич Кончало́вский (9 [21] февраля 1876, Славянск, Харьковская губерния — 2 февраля 1956[…], Москва) — русский и советский живописец, последователь постимпрессионизма, выдающийся деятель русского авангарда, позднее — заметная фигура московского соцреализма. Один из первых действительных членов Академии художеств СССР (с 1947), народный художник РСФСР (1946), лауреат Сталинской премии I степени (1943).

## Биография
Учился в Харьковской рисовальной школе Марии Раевской-Ивановой (1885), в вечерних классах СХПУ у В. Д. Суханова (1889), в академии Жюлиана в Париже у Жан-Жозефа Бенжамен-Констана и Жан-Поль Лорана (1896—1898) и в Петербургской Академии художеств (1898—1907) у Гуго Залемана, Василия Савинского, Павла Ковалевского, Ивана Творожникова.
В 1904 году снова был в Европе; посетил Францию, Испанию, Германию, Великобританию, Италию (куда приезжал периодически в 1907—1914).
Один из основателей объединения «Бубновый валет», его председатель (1911); был членом художественных объединений «Союз молодёжи» (1911) и «Мир искусства» (1911—1922, с перерывами).
Во время Первой мировой войны в 1914—1917 годах находился на военной службе.
В 1918—1921 годах преподавал в ГСХМ, которые были преобразованы во ВХУТЕМАС, затем во ВХУТЕИН в Москве, где был профессором в 1926—1929 годах. Был членом объединения «Бытие» (1921—1930).
Жил в Москве. В 1932 году приобрёл у А. И. Трояновской усадьбу Бугры (с тех пор известную как «дача Кончаловского»), позже вошедшую в границы города Обнинска.
Действительный член АХ СССР (1947). За 60 творческих лет художник создал около двух тысяч полотен.
Был страстным охотником, имел охотничьих собак — пойнтеров, борзых.
Умер 2 февраля 1956 года в Москве; похоронен на Новодевичьем кладбище (участок № 4).

## Творчество
В живописи был сезаннистом и вообще испытывал сильное влечение к Европе, прекрасно говорил по-французски. Также испытал влияние своего тестя, В. И. Сурикова, с которым впервые выезжал на этюды в Испанию, позже они работали по всей Европе. В раннем периоде художник стремился выразить праздничность цвета, свойственную русскому народному творчеству, при помощи конструктивности цвета Поля Сезанна. Известен стал благодаря своим натюрмортам, часто исполненным в стиле, близком аналитическому кубизму и фовизму.
В начале XX века Кончаловский входил в пору творческой зрелости. Поиск своего пути в искусстве шел очень тяжело, он мучился от неудовлетворенности собой, и все только что написанные работы шли под нож. В 1907 году Петр Кончаловский с женой Ольгой и детьми Мишей и Наташей гостил в имениях Белкино и Бугры Боровского уезда Калужской губернии, именно в Белкине, как вспоминает Ольга Кончаловская, «началась у Петра Петровича совсем новая линия работы, после многих лет мучительных исканий он нашел путь и с этого момента считал свою жизнь ясной».
Много и плодотворно работал в Белкине, писал старый особняк, сад и окрестности в стиле импрессионизма. Кончаловские часто приезжали сюда в последующие годы, а спустя 25 лет приобрели имение Бугры у А. И. Трояновской, дочери И. И. Трояновского.
Мастерская художника расположена в доме на Садовом кольце у Триумфальной площади, в том самом подъезде, где жил М. Булгаков, со времён революции и поныне принадлежит семье Кончаловских.
После Октябрьской революции Кончаловский перешёл к более реалистической манере, став одним из ведущих мастеров советской живописи. Во многих известных его работах буйство красок не может заслонить драматизм (портрет Вс. Э. Мейерхольда) и комизм (портрет А. Н. Толстого) ситуации, времени и личности, участвующей в создании портрета. Портрет Мейерхольда Кончаловский писал, когда тот уже лишился своего театра, а сам художник не стал писать портрет И. В. Сталина, сославшись на то, что он «реалист» и потому не может делать портреты по фотографии.
Первая персональная выставка в Государственной Третьяковской галерее состоялась в 1922 году, пятнадцатая — последняя прижизненная — в 1951 году; шестнадцатая персональная выставка в Москве и семнадцатая персональная выставка в Ленинграде состоялись после его смерти в 1956 году.

### Лермонтов в творчестве Кончаловского
Во время поездки по Кавказу в 1927, Кончаловский выполнил ряд натурных зарисовок и этюдов маслом, в том числе навеянных лирой М. Ю. Лермонтова:
- «Мцыри. Гроза» (масло, собрание семьи художника);
- «С развалин Мцыри»;
- «Казбек»;
- «Пятигорск. Дом Лермонтова»

В 1941 году приступил к работе над портретом Лермонтова, который в основном закончил в 1943 году. Подготовительные рисунки, эскизы к портрету (масло, итальянский карандаш, графит) хранятся в семье художника.

### Театральные работы
Кончаловский также известен как мастер театральной декорации, с 1904 года работал как сценограф («Ураган» А. Брюно, Частная русская опера С. И. Мамонтова); в 1912 оформил оперу А. Г. Рубинштейна «Купец Калашников» для театра Зимина. Сам художник эту работу относил к одной из своих лучших в этом жанре. Ныне 6 эскизов декораций и 17 эскизов костюмов хранятся в ГЦТМ им. А. А. Бахрушина; эскиз декорации «Зима. Улица» можно увидеть в издании музея — «Альбом. ЦГТМ им. Бахрушина» (М., 1971. — С. 140), 4 эскиза — в издании Пахомова (С. 338—390). Позднее оформлял спектакли МХАТа («Хозяйка гостиницы» К. Гольдони, 1933), ГАБТа («Кармен» Ж. Бизе, 1945).

## Семья
- Отец — Пётр Петрович Кончаловский (1839—1904), известный литератор, переводчик и издатель.
- Тесть — Василий Иванович Суриков (1848—1916), живописец.
- Жена — Ольга Васильевна Сурикова (1878—1958).
- Дочь — Наталья Петровна Кончаловская (1903—1988), писательница; во втором браке с писателем Сергеем Михалковым — мать кинематографистов братьев Андрея Кончаловского и Никиты Михалкова.
- Сын — Михаил Петрович Кончаловский (1906—2000), живописец.

## Награды и премии
- народный художник РСФСР
- Сталинская премия первой степени — за многолетние выдающиеся заслуги в области искусства (1943)[8]
- орден Трудового Красного Знамени

## Галерея работ
- Произведения до 1918 года
- Автопортрет в сером (1911)
- Наташа Кончаловская на стуле (1910)
- Матадор Манэль Гарта (1910)
- Коррида (1910)
- Мост (1911)
- Кассис, вид из окна (1913)
- Агавы (1916)

- Произведения советского периода
- Деревья на фоне неба (1923)
- Портрет Мейерхольда (1938)
- Автопортрет (1943) Марки СССР, 1976
- Зимний пейзаж, берёзы (1947)

## Память
- Почтовая марка СССР № 4560. 1976. 100-летие со дня рождения П. П. Кончаловского. «Возвращение с ярмарки»Улица Петра Кончаловского в Москве (2018).

### Альбомы, каталоги, монографии, сборники статей
- Кончаловский: Художественное наследие / Вступительная статья А. Д. Чегодаева. — М., 1964.
- Нейман М. Л. П. Кончаловский: Творческий путь одного из выдающихся живописцев нашего времени. — М.: Советский художник, 1967. — 328 с.
- Выставка произведений П. П. Кончаловского. 1876—1956: Каталог. — М., 1968.
- Автономова Н. Б., Луканова А. Г., Морозов А. И., Боулт Дж. Э.. Неизвестный Кончаловский / Составители Наталия Автономова, Алла Луканова; переводчик Сергей Таск. — М.: Axiom Graphic, 2002. — 296 с. — ISBN 5-89189-002-X.

### Статьи
- Иванов Вс. Лермонтов Кончаловского // «Литература и искусство», 1943, 18 апр.
- Шишанов В. А. Витебский музей современного искусства: История создания и коллекции. 1918—1941. — Минск: Медисонт, 2007. — 144 с.
- Вакар И. А. Пётр Кончаловский: взгляд из нового века // Наше наследие. — М., 2011. — № 99.